# Umbrella Entertainment
Umbrella Entertainment é uma produtora e distribuidora de filmes australiana. Com sede em Melbourne, está em atividade desde 2001 e centra sua produção em documentários e filmes independentes, principalmente no relançamento de obras clássicas e cult de terror, a exemplo de Night of the Creeps e Patrick.